# До міста прийшло лихо
«До міста прийшло лихо» — радянський телефільм 1966 року, знятий на Кіностудії ім. О. Довженка.

## Сюжет
Телефільм за однойменною повістю А. Мільчакова; про події в Москві, що відбувалися в 1960 році, коли лікарі та люди інших професій активно боролися з пурпуровою віспою, завезеною в країну зі Сходу.

## У ролях
- Данило Ільченко — Іван Олексійович Махотін, професор, епідеміолог
- Георгій Куликов — Георгій Іванович Нікольський, лікар
- Кіра Головко — Колесникова
- Тамара Королюк — Лена Васильєва, на прізвисько Ялинка, художниця, архітектор
- Едуардс Павулс — Джеймс Нортон, американський журналіст
- Петро Кукуюк — епізод
- Юрій Лавров — Юрій Сергійович Гур'єв, лікар
- Надія Батуріна — Маша
- Микола Ворвулєв — Ілля Григорович Петров, співак
- Зиновій Золотарьов — Зиновій Михайлович Рижий
- Лев Іванов — працівник охорони здоров'я
- Павло Киянський — Павло Іванович, лікар
- Н. Кудрявцева — епізод
- Любов Комарецька — Любов Махотіна, дружина Івана Олексійовича
- В. Рожков — епізод
- В. Солонько — епізод
- Віолетта Тесля — епізод
- М. Трошин — епізод
- Олена Фещенко — наречена
- Сергій Харченко — голова Ради міністрів
- Марія Кочур — Світлана, лікар
- Вітольд Янпавліс — Вітольд Гнатович
- Валентин Кобас — гість
- Валентин Грудінін — учасник наради
- Валентин Черняк — воєнком
- Катерина Крупенникова — лікар в координаційному центрі
- В. Гальченко — епізод

## Знімальна група
- Сценарист: Олександр Мільчаков
- Режисер-постановник: Марк Орлов
- Оператор-постановник — Олександр Яновський
- Художник-постановник — Анатолій Добролежа
- Композитор — Микола Полоз
- Звукооператор: Зоя Капістинська
- Режисер: Н. Шевченко
- Художник по гриму: Л. Лісовська
- Художник по костюмах: А. Мартинова
- Асистенти: режисера — Н. Студенкова; оператора — Олександр Мазепа; художника — Н. Беньковський
- Режисер монтажу: Т. Бикова
- Редактор: В. Силіна
- Директор картини: Роберт Райнчковський